# Sede della Società Elettrica Alto Milanese
La sede della Società Elettrica Alto Milanese è un edificio in stile Liberty progettato dall'architetto Luigi Carlo Cornelli (Busto A. 1874 - Milano 1937) e sito in Busto Arsizio, in provincia di Varese, nei pressi del parco Ugo Foscolo.
È caratterizzato da un corpo più alto di tre piani affiancato da un lungo edificio sviluppato su due piani fuori terra. La facciata si presenta con un basamento in cemento decorativo grigio sopra il quale si trova il fronte intonacato, segnato al piano terra da linee orizzontali che corrono lungo tutta la lunghezza della facciata e che si interrompono con una fascia marcapiano in cemento tra i piani terra e primo.
Tutte le aperture sono caratterizzate da cornici a motivi geometrici di diverse tipologie in base al tipo di apertura che vanno a decorare: sono infatti presenti finestre a una, due e tre aperture. Nella finestra posta al secondo piano del corpo rialzato questo motivo geometrico continua nello spazio tra le due aperture, creando un'unica decorazione a coronamento del volume.
Oggi l'edificio è di proprietà dell'Amministrazione Comunale in attesa di restauri.